# Liste der olympischen Medaillengewinner aus Namibia
Das Namibische Nationale Olympische Komitee wurde 1990 mit der Unabhängigkeit Namibias gegründet und 1991 vom Internationalen Olympischen Komitee als Mitglied aufgenommen.

## Medaillenbilanz
Bislang konnten zwei Sportler aus Namibia fünf olympische Medaillen erringen (5 × Silber).
| Namibia bei den Olympischen Sommerspielen                                      | Namibia bei den Olympischen Sommerspielen | Namibia bei den Olympischen Sommerspielen | Namibia bei den Olympischen Sommerspielen | Namibia bei den Olympischen Sommerspielen | Namibia bei den Olympischen Sommerspielen |      | Namibia bei den Olympischen Winterspielen | Namibia bei den Olympischen Winterspielen | Namibia bei den Olympischen Winterspielen | Namibia bei den Olympischen Winterspielen | Namibia bei den Olympischen Winterspielen | Namibia bei den Olympischen Winterspielen |
| Jahr                                                                           | Gold                                      | Silber                                    | Bronze                                    | Gesamt                                    | Rang                                      | Jahr | Gold                                      | Silber                                    | Bronze                                    | Gesamt                                    | Rang                                      |                                           |
| 1992                                                                           | 0                                         | 2                                         | 0                                         | 2                                         | 41                                        |      | 1992                                      | –                                         | –                                         | –                                         | –                                         | –                                         |
| 1996                                                                           | 0                                         | 2                                         | 0                                         | 2                                         | 55                                        |      | 1994                                      | –                                         | –                                         | –                                         | –                                         | –                                         |
| 2000                                                                           | 0                                         | 0                                         | 0                                         | 0                                         |                                           |      | 1998                                      | –                                         | –                                         | –                                         | –                                         | –                                         |
| 2004                                                                           | 0                                         | 0                                         | 0                                         | 0                                         |                                           |      | 2002                                      | –                                         | –                                         | –                                         | –                                         | –                                         |
| 2008                                                                           | 0                                         | 0                                         | 0                                         | 0                                         |                                           |      | 2006                                      | –                                         | –                                         | –                                         | –                                         | –                                         |
| 2012                                                                           | 0                                         | 0                                         | 0                                         | 0                                         |                                           |      | 2010                                      | –                                         | –                                         | –                                         | –                                         | –                                         |
| 2016                                                                           | 0                                         | 0                                         | 0                                         | 0                                         |                                           |      | 2014                                      | –                                         | –                                         | –                                         | –                                         | –                                         |
| 2020                                                                           | 0                                         | 1                                         | 0                                         | 1                                         | 77                                        |      | 2018                                      | –                                         | –                                         | –                                         | –                                         | –                                         |
| 2024                                                                           | 0                                         | 0                                         | 0                                         | 0                                         |                                           |      | 2022                                      | –                                         | –                                         | –                                         | –                                         | –                                         |
| Gesamt                                                                         | 0                                         | 5                                         | 0                                         | 5                                         |                                           |      | Gesamt                                    | 0                                         | 0                                         | 0                                         | 0                                         |                                           |
| \| \| Gold \| Silber \| Bronze \| Gesamt \| \| Ges. S+W \| 0 \| 5 \| 0 \| 5 \| |                                           |                                           |                                           |                                           |                                           |      |                                           |                                           |                                           |                                           |                                           |                                           |
|                                                                                | Gold                                      | Silber                                    | Bronze                                    | Gesamt                                    |                                           |      |                                           |                                           |                                           |                                           |                                           |                                           |
| Ges. S+W                                                                       | 0                                         | 5                                         | 0                                         | 5                                         |                                           |      |                                           |                                           |                                           |                                           |                                           |                                           |

## Medaillengewinner
| Name             | Sportart       | Jahr / Disziplin                                            | Gold | Silber | Bronze | Gesamt |
| ---------------- | -------------- | ----------------------------------------------------------- | ---- | ------ | ------ | ------ |
| Frank Fredericks | Leichtathletik | Olympische Sommerspiele 1992 in Barcelona: 100 Meter Herren | 0    | 1      | 0      | 4      |
| Frank Fredericks | Leichtathletik | Olympische Sommerspiele 1992 in Barcelona: 200 Meter Herren | 0    | 1      | 0      | 4      |
| Frank Fredericks | Leichtathletik | Olympische Sommerspiele 1996 in Atlanta: 100 Meter Herren   | 0    | 1      | 0      | 4      |
| Frank Fredericks | Leichtathletik | Olympische Sommerspiele 1996 in Atlanta: 200 Meter Herren   | 0    | 1      | 0      | 4      |
| Christine Mboma  | Leichtathletik | Olympische Sommerspiele 2020 in Tokio: 200 Meter Frauen     | 0    | 1      | 0      | 1      |